# Église Sant'Eusebio de Rome
Pour les articles homonymes, voir Église Sant'Eusebio.
L'église Sant'Eusebio (en français : église Saint-Eusèbe) est une église romaine située dans le rione de Esquilin, à l'angle de la Piazza Vittorio Emanuele II et de la via Napoleone III. Elle est dédiée à Eusebio di Vercelli, martyr du IVe siècle.

## Historique

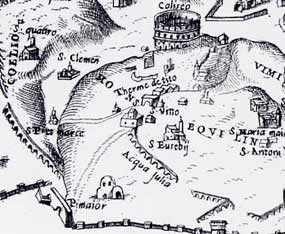
L'église Sant'Eusebio de Rome sur une carte de 1567

Les premières traces de l'église remontent au Ve siècle avec sa mention sur une inscription datant de 474 retrouvée dans les catacombes Santi Marcellino e Pietro et en 499 dans les actes du synode du pape Symmaque instituant notamment le titre cardinalice Saint-Eusèbe.
En 1238, elle est consacrée par le pape Grégoire IX, après sa reconstruction sous sa forme actuelle, et dédiée à saint Eusèbe et saint Vincent (in honorem beatorum Eusebii et Vincentii).
Sainte Aure de Paris (?-666), nommée Aurea di Pariggi en italien, est particulièrement honorée dans cette église.
De nombreux aménagements et restaurations de l'église ont été faits aux XVIIe siècle, XVIIIe siècle et XXe siècle qui ont toutefois préservés le style roman originel. Le 8 décembre 1930 s'est constituée dans cette église la Congrégation des Filles de la Madone de l'Amour divin.

## Architecture et ornements
L'église abrite au plafond des fresques figurant La Gloria di sant'Eusebio peintes par Anton Raphael Mengs en 1757, aidé d'Anton Maron.

### Biblioographie
- (it) Cosmo Barbato, « Resti della necropoli esquilina sotto la chiesa di S. Eusebio » [« Vestiges de la nécropole de l’Esquilin sous l’église de S. Eusèbe »], Bollettino della Unione Storia ed Arte, nos 45-50,‎ 2003.